# Iglesia de Nuestra Señora de la Luz (Caintâ)
La Iglesia de Nuestra Señora de la Luz en Caintâ se erige como una de las iglesias más antiguas de la provincia de Rizal en Filipinas. Se encuentra a lo largo de la avenida A. Bonifacio en la propia ciudad de Caintâ, es muy accesible a través de los jeeps que vienen de Cubao, Pasig, Tanay, Taytay,Binangonan y Rizal del Este. El párroco actual, instalado en 2006, es el Rev. Monseñor Arnel Lagarejos, con el Rvdo. Virgilio Lachica como vicario parroquial.
En 1707, el padre Gaspar Marco, un sacerdote jesuita, fue quien impulsó la construcción de la iglesia de piedra de Caintâ. Se le dedicó entonces a San Andrés Apóstol. La construcción de la iglesia de piedra fue terminada bajo la administración del Padre Joaquín Sánchez, SJ en 1716. En 1727, una pintura de Nuestra Señora de la Luz fue traída de Sicilia, Italia, y fue elegida como la nueva patrona de la iglesia. La iglesia de Caintâ fue oficialmente erigida como parroquia en 1760.